# Heath Springs
Heath Springs – miasto w Stanach Zjednoczonych, w stanie Karolina Południowa, w hrabstwie Lancaster.